# École de cirque de Québec
Ne doit pas être confondu avec École nationale de cirque.
L’École de Cirque de Québec (ECQ) est une école de cirque à Québec fondée en 1995 par Michel Rousseau.

## Histoire
En 1995, l'école a pour lieu d'activité le gymnase du centre Louis-Jolliet dans le quartier de la Pointe-aux-Lièvres, et vise à initier les jeunes aux arts du cirque. Puis, au fil du temps, l'école a aussi proposé des formations professionnelles.
En 1997, l'école emménage au Pavillon de la Jeunesse d’Expo-Cité, un lieu qu'elle doit quitter chaque été lors de la tenue d'Expo Québec. En 2002, elle acquiert l’Église Saint-Esprit au cœur du quartier Limoilou en partenariat avec la Ville de Québec, afin de s’y installer définitivement,. Cette localisation lui permet de redonner vie à un lieu culte déserté tout en lui maintenant une vocation sociale active. Un budget de 2,6 millions de dollars est alloué pour des travaux de reconversion. L'église conserve son apparence extérieure mais l'intérieur est entièrement modifié pour y établir plusieurs salles d'entraînement, des espaces loisirs et une cafétéria. Les lieux deviennent utilisables en 2003. En 2017, l'église sera citée comme exemple de réussite de revalorisation du patrimoine religieux par le ministre André Fortin.
L’ECQ est membre de la Fédération européenne des écoles de cirque professionnelles (FEDEC) depuis 2009.

## Activités
En 2015, une vingtaine de personnes sont employées à temps plein dans l'école, et plus de 160 intervenants y travaillent à temps partiel. L'école reçoit des subventions de la ville ainsi que de l'Etat. L'école n'est pas à but lucratif. Chaque année, le secteur récréatif de l'école accueille 25 000 personnes, et 90 élèves y sont formés aux arts du cirque,. L'école organise aussi des spectacles,,,,.

### Formation supérieure
En 2010, l’École de cirque de Québec en partenariat avec le Cégep Limoilou met sur pied un nouveau diplôme d’études collégial (DEC). L'École de cirque de Québec est le seul organisme d'enseignement publique au Québec à proposer ce cours,.
Les élèves de l'École de cirque de Québec ont créé après leurs études des compagnies de cirque, dont certaines ont eu une réputation dépassant les frontières de Québec. Par exemple, en 2016, FLIP Fabrique et Machine de cirque, deux compagnies fondées par des anciens de l'école au Québec, se produisent en Hollande, Allemagne, France et Etats-Unis.
En 2020, l'école fait partie des 19 organismes de par le monde qui décernent des diplômes en arts du cirque.

### Formation récréative
Le secteur récréatif de l’ECQ offre des cours de formation générale en arts du cirque accessibles aux adultes et enfants de plus de trois ans, ainsi que des cours et des programmes de formation spécifique dans plusieurs disciplines. L'école propose également des ateliers d’initiation au cirque pour les jeunes ainsi que des fêtes d’enfants. L’ECQ collabore occasionnellement à la production d’animations et d’ateliers pour des événements spéciaux,,,.
Parmi ses projets et initiatives, on retrouve entre autres :
- Ateliers pour jeunes autistes
- Ateliers pour jeunes ayant des déficiences intellectuelles
- Atelier pour jeunes aveugles
- Collaboration avec les Centres jeunesse de Québec
- Programme d’aide aux devoirs
- Programme pour contrer le décrochage scolaire « je réucirque »

## Événements
En plus de ses programmes de formation récréatifs et professionnels, elle offre un soutien accru aux artistes professionnels du secteur et diffuse des spectacles de cirque accessibles au grand public.
Plusieurs productions (animation et création de spectacles sur mesure) ont été présentées au Canada, en France et au Chili[réf. nécessaire].
- 2010 - Animations du Kiosque de la Ville de Québec au Forum universel des cultures – Chili
- 2011 – Participation au Festival CIRCa - France
- 2017 - Projet Mâts et Cordages - Canada
- 2005 à 2020 – Cabarets de Noël - Canada
- 2004 à 2020 – Festival Jours de cirque - Canada